# Ilija Abjanić
Ilija Abjanić (ur. 10 czerwca 1868 w m. Stari Mikanovci, zm. 8 września 1946 w Vinkovci) – chorwacki polityk, publicysta, lekarz i językoznawca.

## Życiorys
W Wiedniu ukończył studia medyczne. Stopień naukowy doktora uzyskał w 1895 roku. Poświęcał się walce z malarią i alkoholizmem. W 1907 roku uzyskał mandat poselski do Zgromadzenia Chorwackiego z ramienia partii Čista stranka prava. Był autorem artykułów w prasie prawicowej. W kwestiach językowych opowiadał się za standardyzacją języka chorwackiego na bazie dialektów jekawskich, a nie ikawskich. Był autorem Ljekarskiego rječnika horvatskoga govora – medycznego słownika języka chorwackiego zawierającego ok. 90 tysięcy haseł. Inne publikacje Abjanicia to m.in. Alkoholizam: zdravstveno poučne bilješke za hrvatski puk (1897) i Što je istina (1906). Jego rękopisy przechowywane są m.in. w Bibliotece Narodowej i Uniwersyteckiej w Zagrzebiu. W 2003 roku pośmiertnie wydano jego książkę Erotica Croatica. Na emeryturę przeszedł w 1931 roku.